# Propallene saengeri
Propallene saengeri là một loài nhện biển trong họ Callipallenidae. Loài này thuộc chi Propallene. Propallene saengeri được miêu tả khoa học năm 1979 bởi Staples.